# بولسون (الأردين)
بولسون هي بلدية فرنسية تقع في إقليم الأردين في منطقة غراند إيست. 